# Ajimelec
Ajimelec o Ajimelech o Ahimelec "Mi hermano es rey", fue un sacerdote, posiblemente Sumo sacerdote en la ciudad de Nob en los tiempos del rey bíblico Saúl y de David.
Cuando Saúl comenzó a tener celos de los éxitos de David le desterró. David se fue a vivir a una cueva y se hizo jefe de una banda. Pidió entonces al sacerdote Ajimelec panes para alimentar a su gente. Éste le indicó que le diera alguna prueba dado que viajaba solo. David afirmó que venía en misión especial encomendada por el rey Saúl. Entonces, a falta de otra cosa, le ofreció los panes de la proposición que eran considerados sagrados. David tuvo que asegurar que él y los suyos estaban puros de comercio con mujeres. A continuación exigió al sacerdote que le entregase la espada de Goliat que se hallaba colocada en el templo como un trofeo sagrado. Este episodio ha sido representado frecuentemente en el arte, tanto en escultura como en pintura. Un ejemplo puede verse en los relieves en bronce del Transparente de la catedral de Toledo.
Sin embargo, la generosidad de Ajimelec la perdió pues fue acusado de traición ante Saúl y él y todos los sacerdotes de la escuela de profetas fueron asesinados por Doeg el edomita (pues ninguno de los soldados de Saúl se atrevió a asesinar a los sacerdotes). 
El episodio de los panes es recordado por Jesús en el Evangelio para promover la versatilidad y el amor al prójimo en contra del legalismo y frialdad de los fariseos aunque Jesús refiere el hecho al hijo de Ajimelec, Abiatar.